# 아즈구

아즈 구의 위치

아즈구(영어: Ards Borough, 아일랜드어: Buirg na hArda)는 2015년까지 존재했던 북아일랜드의 옛 구였다. 행정 중심지는 뉴튼아즈이며 면적은 376km2, 인구는 78,200명(2010년 기준), 인구 밀도는 208명/km2이다.

## 구 정보
- 행정 중심지: 뉴튼아즈
- 면적: 376km2
- 인구: 78,200명 (2010년 기준)
- 인구 밀도: 208명/km2
- ISO 3166-2 코드: GB-ARD
- ONS 코드: 95X
- 종교 분포: 천주교 12.6%, 개신교 82.5%